# 半为苍生半美人
《半为苍生半美人》(前名：苍生大医)，2015年中国大陆古装传记剧，导演梁辛全，主演何晟铭、李依晓、朱晓渔、李子雄、王建新。2014年6月开机，9月杀青。於2015年7月5日在深圳公共频道首播。该剧于2020年7月19日在安徽卫视海豚第一剧场播出。台灣LiTV 線上影視同步播出。

## 剧情
东汉末年，药城谯郡最大医馆的继承者——华佗，与吴成、胡半仙为医门师兄弟，被称为“谯郡三医师”。华佗天生聪颖却顽劣成性，正经医书不看，奇特的治病法子层出不穷。为百姓解除病痛是华佗一生的追求，与明心厮守到老是华佗一生的梦想，可惜父命难违，华佗与明心被棒打鸳鸯，最终只能与指腹为婚的蕙娘成亲。
彼时恰逢董卓乱政，曹操刺董失败逃回谯郡，在城门之下与华佗结下“推门之谊”，却让明心和吴成中箭受伤。华佗用尽全力救活明心本想与她重修旧好，而蕙娘怀孕的消息使明心万念俱灰，吴成更是怀恨在心，因为蕙娘是吴成一生的最爱。吴成为让蕙娘离开华佗，偷在保胎药中做手脚，却未料致蕙娘意外流产而死。吴成将蕙娘之死归罪于明心、县令，从此他走上了复仇的不归路。而华佗与明心这对苦命鸳鸯也是分道扬镳。
吴成为报复趁虚而入勾引明心，利用明心的感情和华佗的医术，平步青云，赴京入职太医院，后为仕途选择了太医院主管甄大人的妹妹，明心心碎失明。华佗发誓要研制出麻沸散，医好明心。
在经历了蕙娘之死，华父离去，医馆倒闭，明心眼盲，明心被吴成夺去贞操并生下孩子沸儿，胡半仙和喜莲被冤枉致死等一系列沉重打击与挫折之后，华佗看透了人世冷暖，权术与阴谋，愈发地坚定成熟，也终于明白自己此生挚爱唯有明心，心系的是黎明百姓。华佗无意仕途，潜心钻研医术，在最终研制出麻沸散让明心恢复光明之时，也正是被曹丕假借曹操之手送上断头台之时。

## 演出
| 演员        | 角色   | 备注 |
| 何晟铭      | 华佗   | 一代神医。他乐于治病行医，医术高超，坚持孜孜不倦地进取，研制麻沸散、自创五禽戏、开创外科手术先河，只为更多地减轻患者病痛、强健百姓体魄；他医德高尚，游医天下，免费为穷苦百姓行医治病，深得百姓的尊重与爱戴；身为举世闻名的神医，他视功名于粪土，不把为权贵看病置于为百姓看病之上，甚至因此得罪当权者。 |
| 李依晓      | 明心   | 富家女“明心”家道中落、眼睛失明，陷入悲惨的境地。早已相识的华佗为明心医治眼睛进而让两人互生情愫，之后明心一直陪伴在华佗身边。 |
| 朱晓渔      | 吴成   | 华佗二师兄。“腹黑恶人”，算计师弟、强夺弟爱、抛妻逐名、好权谋术、欺师灭祖。为达目的，可谓无所不用其极。 |
| 刘冠麟      | 胡半仙 | 华佗大师兄，医术高超，爱占小便宜。他习惯游走于市井，悠哉处事、乐观混世的生活态度并不被身边亲朋看好。然而当他第一眼看到喜莲，他就知道为了这个女子会毫无保留的倾尽所有。 |
| 刘芷汐      | 喜莲   | 俏皮泼辣的萌妹子，“野蛮女友”式人物。她率真的性格吸引了胡半仙的注意，此后对其爱得一发不可收拾。 |
| 李宗翰      | 周瑜   | 东汉末年名将，水军四大都督之一，孙权手下得力将领，一心对抗曹操。患有失眠病，他广招天下名医都没有医治好，而华佗却手到病除让他免除多日来失眠的痛苦。 |
| 王建新      | 曹操   | 东汉权臣，一代枭雄。曹操在刺杀董卓失败后逃回老家谯郡，被华佗所救，结为推门之谊的好兄弟。在华佗的感召与刺激下，誓言永不称帝。但最终因政治理念的不同，和华佗分道扬镳，并于晚年“下令”杀死华佗。 |
| 法提麦·雅琦 | 惠娘   | 华佗指腹为婚的妻子。 |
| 李子雄      | 县令   | 明心的父亲。 |
| 何花        | 灵儿   | 华佗的红颜知己。跟随爷爷生活在仙山里与世隔绝、不问世事的单纯少女，她一心采药、尽孝的淳朴生活方式令人感受到安逸与祥和。 |
| 于彦凯      | 关羽   | 蜀汉五虎将之首，刘备结义二弟，与华佗是旧识。 |
| 刘子赫      | 曹丕   | 曹操之子，曹魏开国皇帝。他心在朝野不惜以兄弟的性命博取权利，其城府之深令人难以捉摸。 |
| 郭方舟      | 天来   | 华佗的义子。一个快意恩仇、惩恶扬善的少年侠客，孤独冷傲的复仇者。从仁孝侠义为家族报仇，到守信重诺士为知己者死；从爱情的朦胧悱恻，惊心动魄到恩怨缠绵，难断难求。面对情人、仇人，身处于华佗、曹操、关羽、灵儿等人波澜起伏，错综复杂的人物关系之中。                                                       |
| 沈佳凝      | 娟兒   | 甄家大小姐甄妹妹的贴身侍女，与甄妹妹情同姐妹。性格单纯、善良、大大咧咧、疯疯癫癫，她为了甄妹妹什么事都做，替她试春药，勾引守卫，天天为她喜欢的小白脸送包子。 |
| 王子        | 甄妹妹 | 甄家大小姐。为了自己的爱人，傻乎乎的被人利用，心甘情愿倾其所有的为爱人付出，最终却落得悲惨下场。 |

## 制作
男一号何晟铭为了该剧，瘦身30斤。

## 外部連結
- 《半为苍生半美人》的新浪微博

| 马来西亚 八度空间 星期一至五 20:30-21:30 | 马来西亚 八度空间 星期一至五 20:30-21:30       | 马来西亚 八度空间 星期一至五 20:30-21:30 |
| ---------------------------------------- | ---------------------------------------------- | ---------------------------------------- |
|                                          | 半为苍生半美人 （2015年9月1日－2015年11月5日） |                                          |
| 龍門飛甲 （2015年7月7日－2015年8月31日） | 鹿鼎記 （2015年11月6日－2015年1月14日）        |                                          |

| 中国大陆 安徽卫视 海豚第一剧场            | 中国大陆 安徽卫视 海豚第一剧场                | 中国大陆 安徽卫视 海豚第一剧场 |
| ----------------------------------------- | --------------------------------------------- | ------------------------------ |
|                                           | 苍生大医 （2020年7月19日－2020年8月9日）      |                                |
| 绝境铸剑 （2020年6月29日－2020年7月28日） | 鬓边不是海棠红 （2020年8月10日—2020年9月3日） |                                |